# Rubino (colore)
Rubino o rosso rubino è una tonalità di rosso che in qualche modo ricorda il colore della pietra preziosa del rubino